# Gabriele Rubini
Gabriele Rubini (Frascati, 29 giugno 1983) è un cuoco e personaggio televisivo italiano.
Ha ottenuto inizialmente notorietà presso il grande pubblico grazie alla sua attività televisiva, conducendo programmi culinari quali Unti e bisunti nonché Camionisti in trattoria sotto lo pseudonimo di Chef Rubio. Successivamente è divenuto famoso a causa di numerose prese di posizione, in particolar modo per il suo sostegno alla causa palestinese nel conflitto israelo-palestinese.

## Biografia

### Carriera sportiva
Frascatano, fratello del rugbista professionista Giulio, ha praticato il rugby a Roma fin dalla giovane età, esordendo in Super 10 nel 2002 con il Parma; divenuto atleta di interesse nazionale, la Federazione ne bloccò il trasferimento per la stagione successiva fino a tutto il 2003-04; tornato nella capitale, è stato al Rugby Roma fino al 2005 con 12 presenze in totale in serie A.
Alla fine della stagione si è trasferito in Nuova Zelanda, reclutato dal Poneke RFC, un club della provincia rugbistica di Wellington; lì, per mantenersi, ha lavorato in un ristorante, non ricevendo uno stipendio fisso dal club: da quel momento è iniziata, parallelamente all'attività rugbistica, anche quella culinaria.
Rientrato in Italia, è stato nel 2007 al Rovigo in Super 10 e, dal 2008, dapprima in serie A, poi in Eccellenza, con la Lazio, squadra nella quale ha chiuso la sua carriera agonistica nel 2011 a causa di un infortunio al legamento crociato.

### Carriera culinaria e televisiva
Nel 2010 si è diplomato Chef Internazionale di Cucina italiana presso ALMA, la Scuola Internazionale di Cucina Italiana di Colorno (Parma), fondata da Gualtiero Marchesi.
Dopo il ritiro dall'attività sportiva si è trasferito in Canada per espandere le conoscenze culinarie e trovare nuove occasioni di lavoro, e dal ritorno in patria si è stabilito a Roma. Dal 2013 inizia la collaborazione con il canale televisivo DMAX esordendo con il programma Unti e bisunti al quale, negli anni, seguiranno ulteriori esperienze.
Dal dicembre 2014 supporta Never Give Up, associazione non profit per lo studio e la cura dei disturbi del comportamento alimentare; mentre dal 2016 insieme alla cuoca e coach LIS, Deborah Donadio, collabora con l'Istituto statale per sordi di Roma per la realizzazione del programma Segni di gusto. In seguito è stato cuoco ufficiale della nazionale italiana alle Paralimpiadi di Rio 2016.
Nel novembre 2019 abbandona Discovery per motivi personali.

## Controversie
Per circa due anni, sino alla fine di maggio del 2018, Gabriele Rubini è stato testimonial di Amnesty International Italia, per i diritti umani e contro ogni discriminazione. La collaborazione fu sospesa a causa di alcune sue dichiarazioni nei confronti di Selvaggia Lucarelli, che l'ONG ha ritenuto misogine.
Acceso sostenitore della causa palestinese nel conflitto israelo-palestinese, dal novembre 2019 è al centro di alcune controversie in seguito a esternazioni sulle reti sociali. In particolare, viene denunciato da un membro della comunità ebraica di Treviso per istigazione all'odio razziale dopo avere definito lo stato di Israele «esseri abominevoli», criticando le politiche di Israele nei confronti dei palestinesi. Qualche giorno dopo subisce una nuova denuncia per diffamazione, presentata da esponenti del partito Fratelli d'Italia, per avere utilizzato il termine «razzisti umbri» in seguito all'elezione di Donatella Tesei a presidente della giunta regionale dell'Umbria. Sempre riguardo alla questione israelo-palestinese, nel dicembre 2022 viene annunciata l'intenzione di sporgere denuncia nei suoi confronti da Liliana Segre per istigazione all'odio razziale, insulti e minacce ricevute online, sebbene a maggio 2023 la denuncia non risultasse poi stata sporta.  Oltre alla senatrice, bersagli di suoi post offensivi sono stati Matteo Salvini, Volodymyr Zelens'kyj, Giorgia Meloni, Giuseppe Valditara, Kamala Harris, Bernard-Henri Levy, Francesco Totti, Vittorio Brumotti, Israele e Linkiesta.
Nel marzo 2024 è stato costretto a rimuovere numerosi post antisemiti dal proprio profilo X, tramite ordinanza del tribunale di Roma. Nella stessa città risulta indagato dalla Procura della Repubblica per istigazione all'odio razziale e diffamazione.
Il 16 maggio 2024 sostiene di essere stato vittima di un'aggressione da parte di ignoti. Le dinamiche sono ancora in fase di indagine e non risultano noti né le circostanze né i presunti aggressori.
Il 28 settembre 2024, durante una manifestazione a Milano a sostegno della Palestina, Rubini ha definito l'attacco terroristico di Hamas del 7 ottobre 2023 un'azione rivoluzionaria e partigiana, mentre ha indicato l'ex leader di Hezbollah Hassan Nasrallah, ucciso il 27 settembre 2024 dalle forze di difesa israeliane a Beirut, come «un fratello».
Il 28 dicembre 2024 attraverso i suoi canali social attacca la giornalista Cecilia Sala, in quel momento in regime di detenzione in un carcere iraniano senza aver subito un processo e senza un capo di accusa ben definito, attraverso le parole "Miracolate sioniste e spie con la passione dei viaggi non dovrebbero essere compiante, ma condannate".
Il 9 gennaio 2025 il Tribunale di Roma condanna Rubini alla rimozione immediata dai suoi canali social di post dal contenuto diffamatorio ed a risarcire l'UGEI per il danno arrecato.

## Televisione
- Unti e bisunti[24][25] (DMAX, 2013-2015)
- Il cacciatore di tifosi[26][27][28] (DMAX, 2013-2014)
- Rugby Social Club (DMAX, poi Nove 2014-2016)
- I re della griglia (DMAX, 2014)
- Pechino Express (Rai 2, 2014) – Ospite nell'ultima puntata della terza stagione
- Il ricco e il povero[29] (Nove e DMAX, 2016)
- Unto e bisunto - La vera storia di Chef Rubio (DMAX, 2016) - Film TV
- È uno sporco lavoro (DMAX, 2017)
- È uno sporco Natale (DMAX, 2017)
- Camionisti in trattoria[30][31] (Nove; poi DMAX e Food Network[32], 2018-2019)
- Rubio alla ricerca del gusto perduto (Nove, 2019)

## Doppiaggio
- I primitivi (Early Man), regia di Nick Park (2018)

## Opere
- Unti e Bisunti, Sperling & Kupfer, 2014,  p. 224, ISBN 978-88-200-5631-5.
- Stefania Ruggeri e Gabriele Rubini, La nuova dieta mediterranea. Con 40 ricette tradizionali rivisitate, Gribaudo, 2014,  p. 159, ISBN 978-88-580-1066-2.
- Stefania Ruggeri e Gabriele Rubini, La nuova dieta mediterranea e 70 ricette rivisitate da chef Rubio. Lo stile di vita per tenere sotto controllo il peso, prevenire le malattie, vivere in salute..., Gribaudo, 2015,  p. 195, ISBN 978-88-580-1360-1.
- Le ricette di Unti e Bisunti raccontati da Chef Rubio, Rizzoli, 2016,  p. 418, ISBN 978-88-170-9019-3.
- Mi sono mangiato il mondo, Rizzoli, 2018,  p. 318, ISBN 978-88-171-0259-9.